# Klyngebombe
Klyngebombe er et våben, der nedkastes fra fly til bekæmpelse af større enheder, f.eks. lufthavne og konvojer. Bomben består af en beholder fyldt med såkaldt subammunition, som oftest mængder af små sprænggranater, men det kan også være brandbomber, kemiske granater eller propagandamateriale. I passende højde over målet åbnes beholderen, og de mindre granater spredes over målet.

## Modstand mod klyngebomber
Mange af granaterne detonerer ikke ved nedfald og er derfor livsfarlige lang tid efter krigens ophør.
98 ud af 100 ofre for granaterne er civile. En tredjedel af de dræbte og sårede er børn.
De typer klyngebomber, Danmark har på lager, er udstyret med selvdestruktionsmekanismer, der skal få granaterne til at destruere sig selv, hvis de ikke eksploderer, når de rammer jorden. En norsk rapport har dog vist, at selv de mest avancerede klyngebomber har en fejlprocent på 10 %.
Danmark har aldrig brugt klyngebomber i kamp.
Det internationale samfund med Norge i front forsøger at forbyde klyngebomber, Danmark forsinker et sådant forbud og kritiseres af blandt andet Folkekirkens Nødhjælp for ikke at slutte sig til Norges holdning. Forslag i Folketinget om at Folketinget nu skal godkende brugen af klyngebomber, et kompromis i stedet for et forbud, men de unge politikere kræver et forbud mod klyngebomber.
I Dublin underskriver 109 lande i maj 2008 et forbud mod klyngebomber, men med mulighed for små klyngebomber, der rammer mere præcist, og som destruerer sig selv.
3. december 2008 underskrives i Oslo Den internationale Konvention mod Klyngebomber af over halvdelen af verdens lande, deriblandt Danmark, Storbritannien, Frankrig og Tyskland, i alt 18 ud af 26 NATO-lande. USA og lande som Rumænien og Slovakiet har valgt ikke at skrive under i første omgang. Konventionen er resultatet af næsten to års forhandlinger.

## Ueksploderede granater
- I Vietnam dræbes folk stadig af klyngegranater og andre objekter, som er efterladt af amerikanske og sydvietnamesiske styrker. Overslag taler om op til 300 mennesker dræbt årligt af ueksploderet materiel.[9]

- Det anslås, at mindst 18 civile er blevet dræbt og 136 såret i Libanon af uekspoderede klyngegranater siden våbenhvilen af 14. august 2006 i Libanon krigen 2006.[10] I august 2006 slog FN's Minerydnings-koordinationscenter i Tyre i Libanon alarm over de konsekvenser, som de ueksploderede klyngegranater, kastet af Israel, havde for tilbagevendende flygtninge.[11]

### Områder med ueksploderede klyngebomber
- Nagorno Karabakh
- Libanon
- Indokina, særligt i Laos og Vietnams tidligere demilitariserede zone
- Kosovo
- Afghanistan
- Iraq
- Western Sahara
- Syrien[12]

## Reference
1. 1 2  Blog – Folkekirkens Nødhjælp (Webside ikke længere tilgængelig)
2. ↑  Cluster Munition Coalition, Stop Cluster Munitions
3. ↑  "Danmark forsinker bombeforbud – Politiken.dk". Arkiveret fra originalen 22. november 2007. Hentet 21. november 2007.
4. ↑  Kritik af Danmarks holdning til klyngebomber – dr.dk/Nyheder/Udland
5. ↑  Folketinget skal godkende brugen af klyngebomber – Danmark
6. ↑  Unge politikere kræver forbud mod klyngebomber – dr.dk/Nyheder/Indland
7. ↑  109 lande forbyder klyngebomber – dr.dk/Nyheder/Udland
8. ↑  http://www.u-landsnyt.dk/indhold.asp?ID=16812&mode=Nyhed (Webside+ikke+længere+tilgængelig) U-landsnyt.dk
9. ↑  "Clear Path International: Assisting Landmine Survivors, their Families and their Communities". Arkiveret fra originalen 18. april 2006. Hentet 6. juni 2008.
10. ↑  Search
11. ↑  "Yahoo! Search – Web Search". Arkiveret fra originalen 7. december 2006. Hentet 7. december 2006.
12. ↑  Menneskeretsgruppe: Syriens hær har igen brugt klyngebomber | Nyheder | DR